# Gero (bedrijf)
Gero was een fabriek van bestek. De onderneming werd in 1910 in Zeist opgericht en bracht haar producten uit onder de merknaam Gero. Sinds 2008 is het een merk van de Royal Delft Group.

## Historie

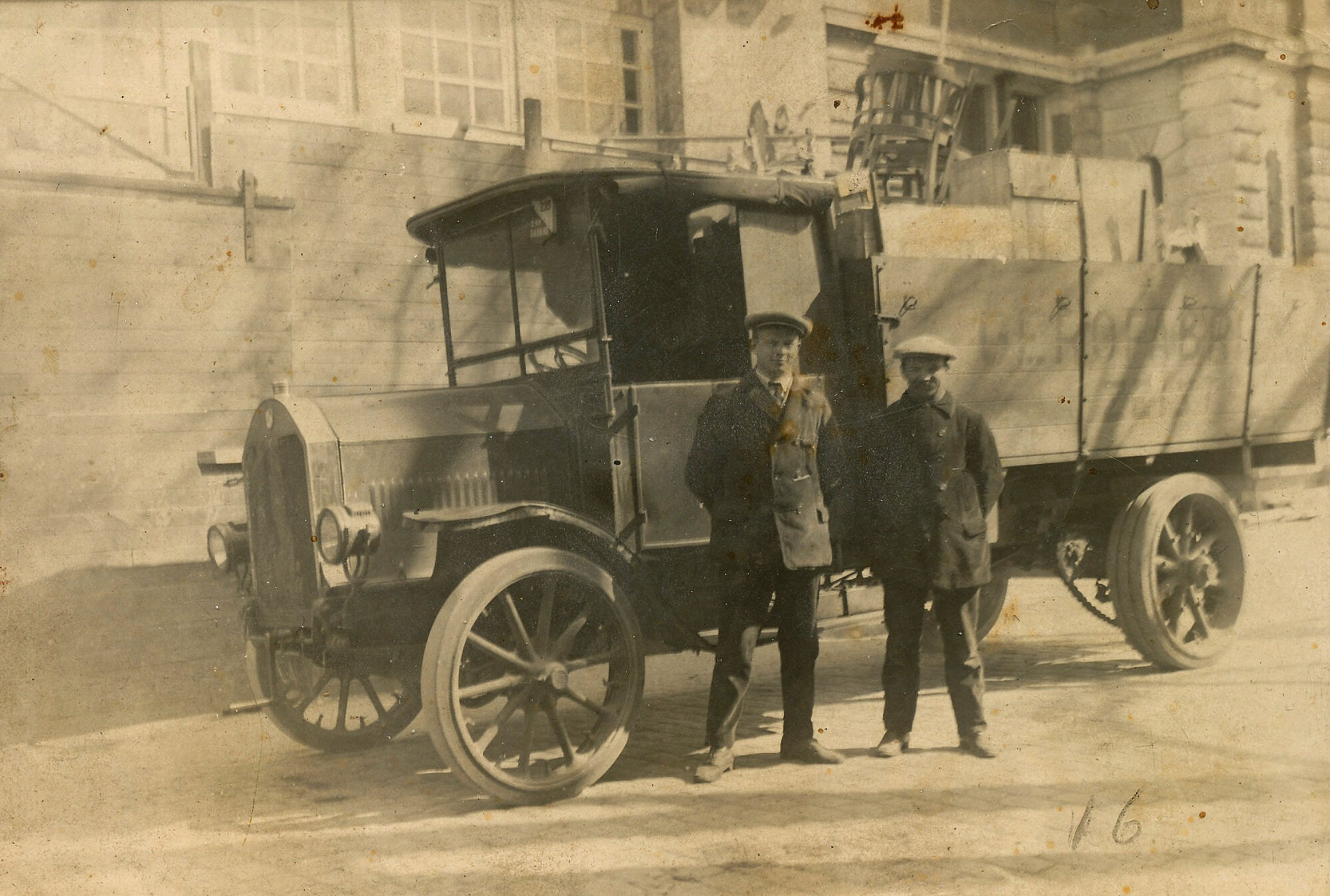
Een Duitse vrachtwagen uit de Eerste Wereldoorlog, deed later dienst bij Gero.

De onderneming startte in 1910 met 40 werknemers als nv onder de naam 'Eerste Nederlandsche Fabriek van Nieuw Zilverwerken v/h M.J. Gerritsen & Co', een samenwerking tussen Marius Johannes Gerritsen en Julius ter Beek. Doel: betaalbare bestekken en gerelateerde artikelen te fabriceren in typisch Nederlandse modellen en in een ander metaal dan zilver. In plaats van zilver werd een legering van koper, zink en nikkel gebruikt in de uitvoeringen 'Gero-zilvium' (verzilverd alpaca of pleet) en 'Gero-alpacca' (gepolijst).
In 1918 werd het merk 'Gero' geregistreerd. Van 1922 tot 1933 had Gero een fabriek in Kopenhagen, die alleen produceerde voor de Deense markt. Bij de sluiting in 1933 kwam de ontwerper Georg Nilsson naar Zeist. In 1923 werd Chris van der Hoef in dienst genomen als vormgever. Hij ontwierp bestekken met art-deco- en Bauhaus-invloeden. In 1929 volgde een samenwerking met de zilversmid Jan Eisenloeffel. Hij ontwierp, voor zover bekend, waarschijnlijk alleen model 70(0) met messenleggers dat alleen in het relatief dure Gero-zilver werd uitgevoerd. Dit model is in productie geweest tot eind jaren vijftig. Ook andere ontwerpers, zoals Gerrit van der Veen voor de geboortelepel van Beatrix en de in principe aan de Glasfabriek Leerdam verbonden Andries Copier, leverden hun diensten als vormgever aan Gero.
In 1925 volgde de omzetting in de nv Gerofabriek. De jaren dertig waren moeilijk en leidden onder meer tot reductie van het maatschappelijk kapitaal. In 1939 vond de oprichting plaats van de nv Nationaal bezit van aandelen Gerofabriek, bedoeld om via aandelenbeheer en -verkoop de Gerofabriek ''haar nationale karakter te doen behouden''. In 1930 introduceerde Gero het roestvrij staal 'Zilmeta', een legering van nikkel, chroom en staal. Doordat dit metaal vlekvrij is, zijn de mogelijkheden voor huishoudelijke producten groter (o.a. pannen). Vanaf 1936 was Rinze Hamstra als ontwerper in vaste dienst. Daarvoor had hij al voor Gero gewerkt aan o.a. reclamemateriaal.

#### Bloei en ondergang
Na de Tweede Wereldoorlog kwam Dick Simonis als ontwerper in dienst. In de periode 1962-1974 was hij de enige ontwerper in vaste dienst. In de wederopbouwperiode ging het Gero voor de wind. Om de productiecapaciteit te vergroten werd in 1946/47 een nevenvestiging te Nieuw-Weerdinge geopend die al in 1949 uitbreiding onderging. In 1950 werd een nieuw gebouw met smelterij en walserij te Zeist in gebruik genomen. Toch bleef het productieassortiment grotendeels een (on)zeker luxeproduct, reden waarom bij de bestedingsbeperking in 1958 ontslagen vielen. Het leek een tijdelijke teruggang, bij het vijftigjarig bestaan in 1962 telde de nv in het totaal 1100 werknemers. De vestiging Nieuw-Weerdinge onderging in 1961 een uitbreiding, in 1963 kwam een filiaal te Reppel, bij Bree tot stand.
In 1966 nam de Gero een belang in de Duitse zilverfabriek P. Bruckmann & Söhne in Heilbronn die vervolgens overgenomen werd. Dit was, achteraf gezien, geen succesvolle overname: Bruckmann ging in 1973 failliet, terwijl de Gero het probeerde te verkopen. Er werkten toen in Reppel 115 mensen; in de twee Nederlandse vestigingen 700. In 1974 dreigde sluiting van de fabriek in Zeist, maar de naamloze vennootschap kwam de surseance uiteindelijk te boven en ging flink afgeslankt door, met 250 man personeel. In 1978 ging de vestiging te Zeist toch dicht, de resterende productie werd verplaatst naar de vestiging in Nieuw-Weerdinge.
In 1986 werd Gero overgenomen door de Koninklijke Van Kempen & Begeer. Van Kempen en Begeer werd in 2008 onderdeel van de Royal Delft Group. Als merk is Gero blijven bestaan.

## Trivia
- In de jaren '20 werd in Zeist de wijk Gerodorp gebouwd voor werknemers van de Gerofabriek.
- Een in 1970 gebouwde flat in het Bouwproject-Parkplan Vollenhove te Zeist, werd vernoemd naar het bedrijf: de Geroflat.[2]
- De Gerofabriek bevond zich aan het Geroplein 1 te Zeist.[3]

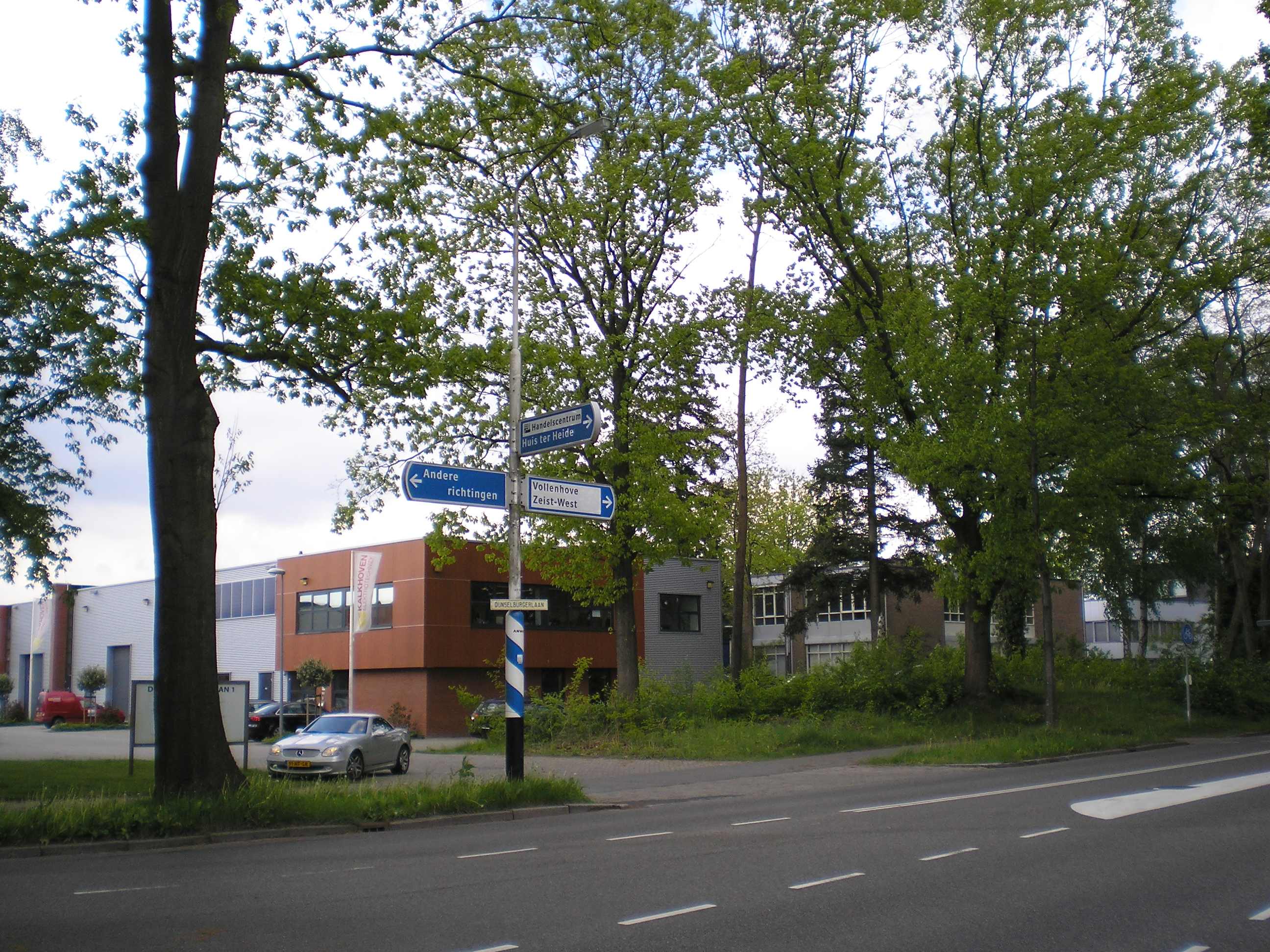
Dijnselburgerlaan te Zeist
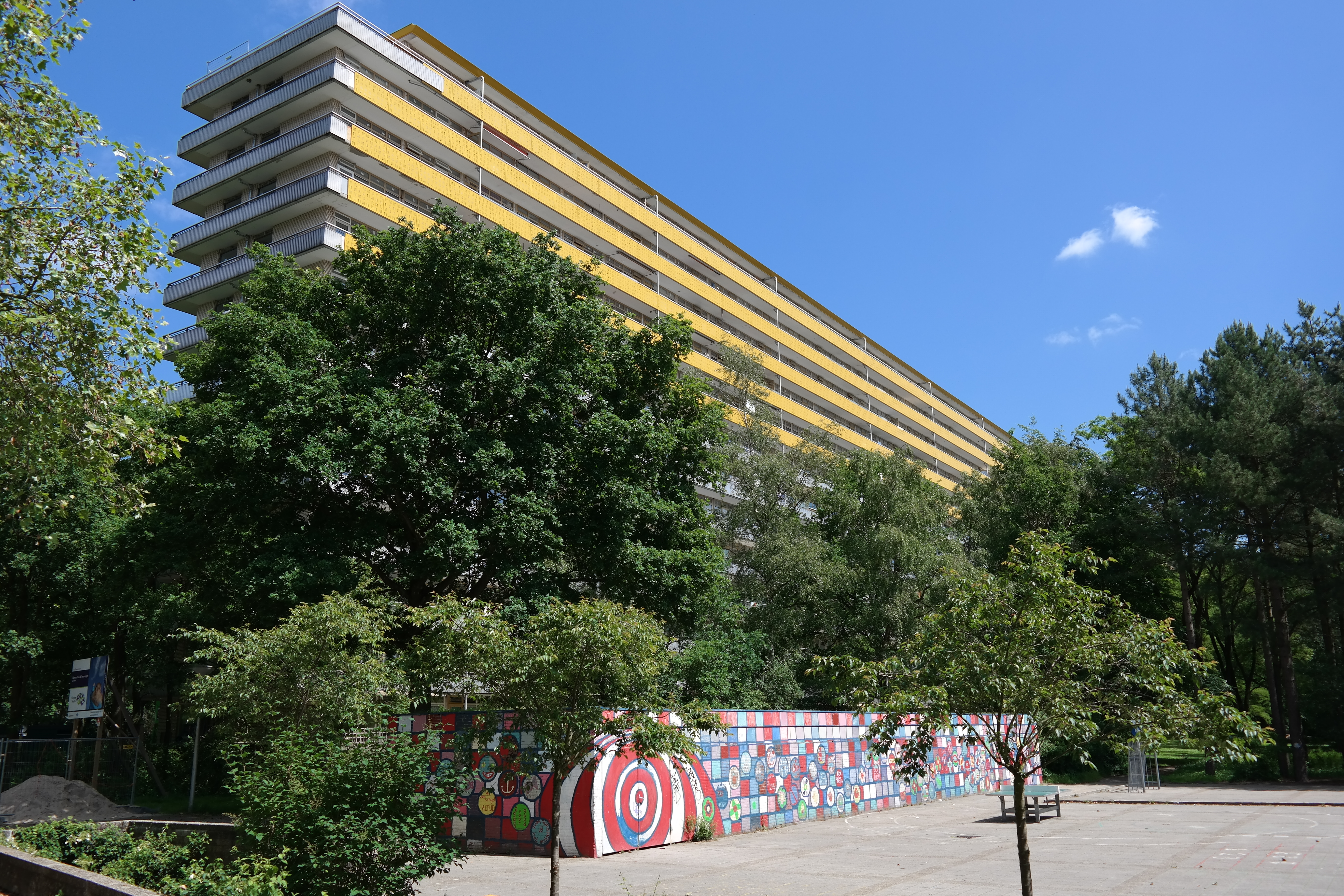
De Geroflat aan de Laan van Vollenhove te Zeist

## Fotogalerij

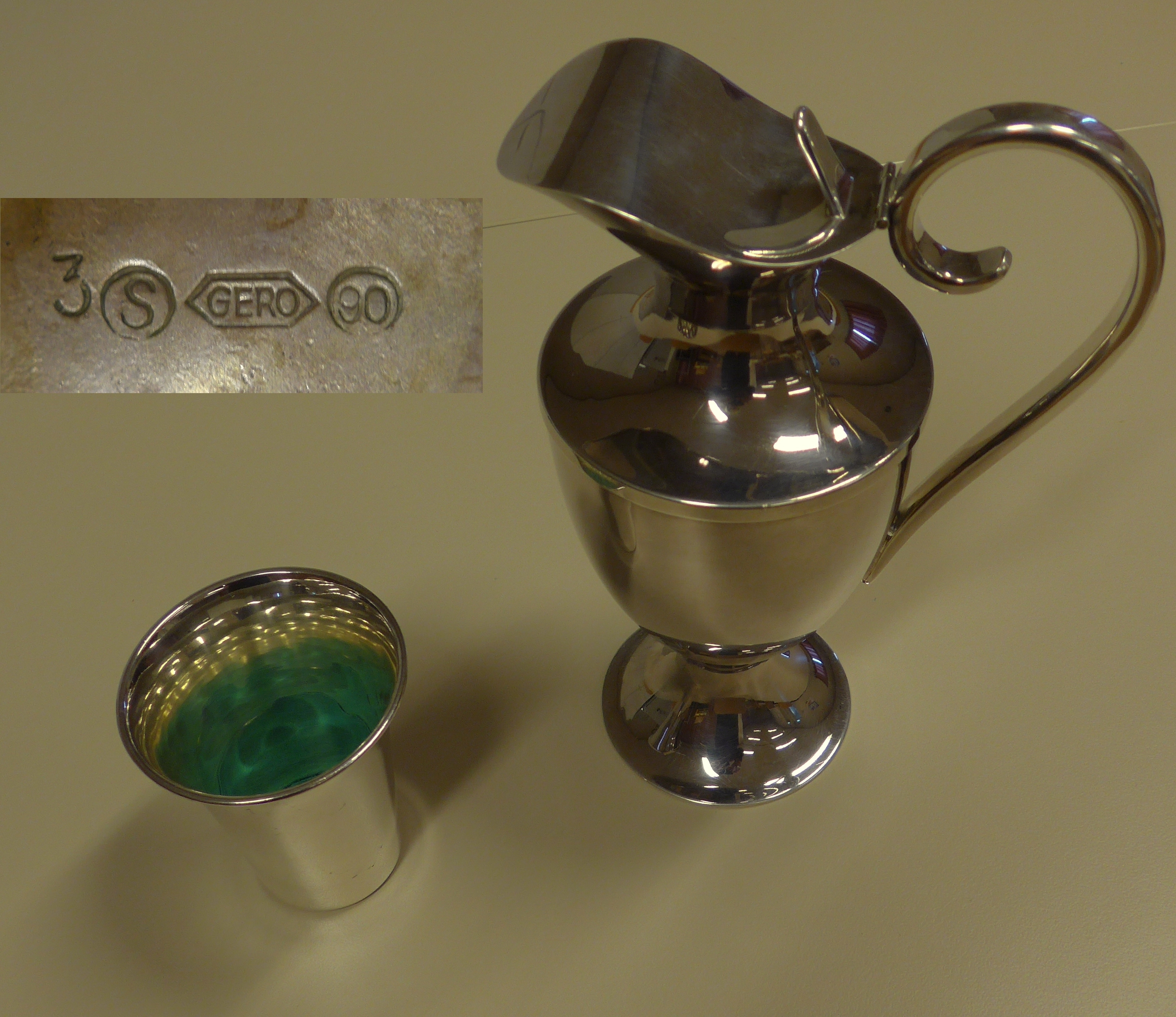
Avondmaalstel gero verzilverd met merk (90 geeft de dikte van de zilverlaag)
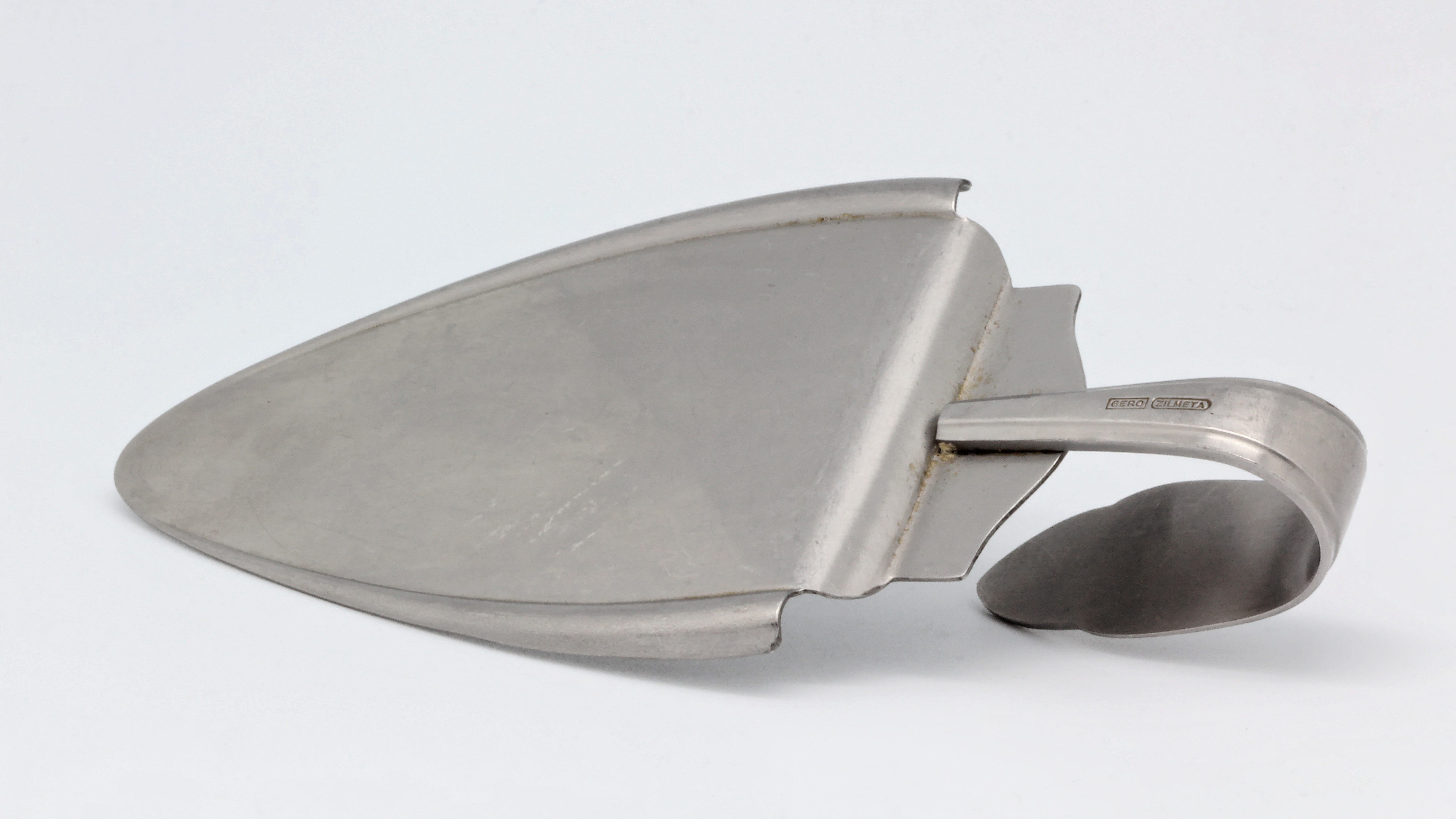
Taartschep Gero Zilmeta, een van de vele producten die vervaardigd werden bij de Gero.
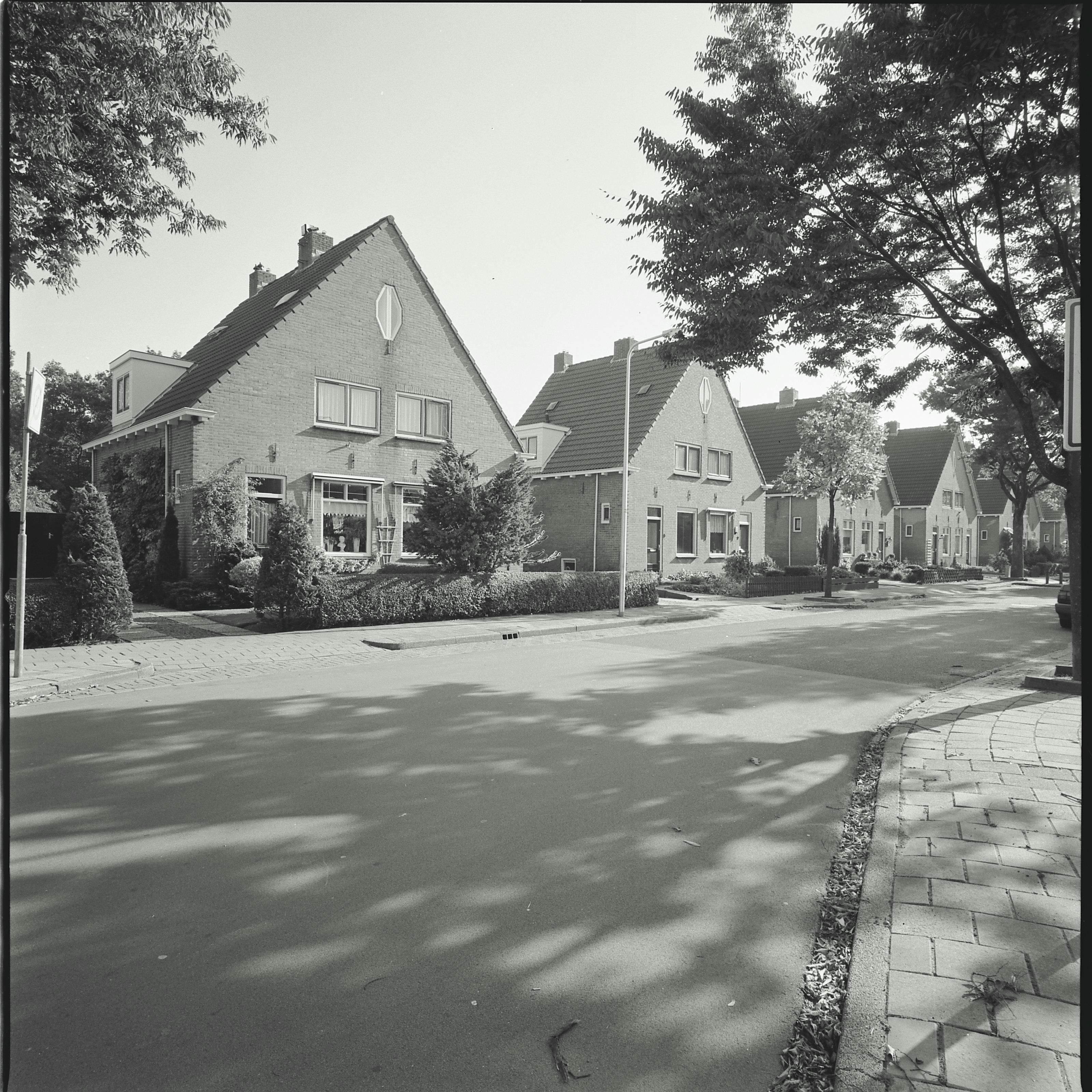
Gerodorp, ooit gebouwd voor de werknemers van de voormalige Gerofabriek.